# ليوناردو أندريس إغليسياس
ليوناردو أندريس إغليسياس (بالإسبانية: Leonardo Iglesias)‏ (28 أغسطس 1979 في الأرجنتين - ) هو لاعب كرة قدم أرجنتيني في مركز الهجوم. لعب مع أتليتيكو رافائيلا وأنقرة غوجو وبورصا سبور وتاليريس وتيغري وغودوي كروز وكايسري سبور وكولتورال ديبورتيفا ليونيسا وكيلمس ولوغرونيس ونادي بورغوس وفيلا إسبانيول ‏ وGimnasia y Esgrima de Concepción del Uruguay ‏ وCD Azkoyen ‏ وSan Martín de Mendoza ‏.

## وصلات خارجية
- ليوناردو أندريس إغليسياس على موقع اتحاد تركيا (لاعب) (الإنجليزية)
- ليوناردو أندريس إغليسياس على موقع قاعدة بيانات كرة القدم.إي يو (الإنجليزية)
- ليوناردو أندريس إغليسياس على موقع عالم كرة القدم.نت (الإنجليزية)